# Пономарёв, Василий Александрович
Василий Александрович Пономарев — советский хозяйственный и государственный деятель, Герой Социалистического Труда.

## Биография
Родился в 1930 году в Киевской области. Член КПСС.
В 1955—1995 — инженерный и руководящий работник, директор, генеральный директор Киевского научно-производственного объединения реле и автоматики Министерства электротехнической промышленности и приборостроения СССР.
В 1995—2007 — президент — глава правления холдинговой компании «Реле и автоматика».
За создание базовой конструкции ряда рентгеновских томографов и разработку единой системы их математического обобщения был в составе коллектива удостоен Государственной премии СССР в области науки и техники 1984 года.
Указом Президента СССР от 21 июня 1991 года присвоено звание Героя Социалистического Труда с вручением ордена Ленина и золотой медали «Серп и Молот».
Делегат XXVI съезда КПСС.
Умер в 2007 году в Киеве. Похоронен на Байковом кладбище.

## Награды и звания
- Герой Социалистического Труда (21.06.1991)
- Орден Ленина (21.06.1991)
- Орден Октябрьской Революции (31.03.1991)
- Орден Трудового Красного Знамени (10.03.1976)
- Орден Знак Почёта (08.08.1966)